# Helixanthera crassipetala
Helixanthera crassipetala är en tvåhjärtbladig växtart som först beskrevs av George King, och fick sitt nu gällande namn av Danser. Helixanthera crassipetala ingår i släktet Helixanthera och familjen Loranthaceae. Inga underarter finns listade i Catalogue of Life.